# La carrera de una doncella
La carrera de una doncella (en italiano: Telefoni bianchi) es una película de comedia italiana dirigida por Dino Risi. Agostina Belli fue galardonada con un David di Donatello especial por su interpretación.

## Argumento
La película es un retrato cómico de la industria cinematográfica italiana durante la era fascista, en el que una joven ambiciosa se convierte brevemente en una estrella de cine.

## Reparto
- Agostina Belli: Marcella Valmarín
- Cochi Ponzoni: Roberto Trevisan
- Maurizio Arena: Luciani
- William Berger: Franz
- Lino Toffolo: Gondrano
- Vittorio Gassman: Franco D’Enza
- Ugo Tognazzi: Adelmo
- Renato Pozzetto: Teniente Bruni
- Dino Baldazzi: Benito Mussolini
- Paolo Baroni: Gabriellino
- Alvaro Vitali: Mario